# Nyárfa

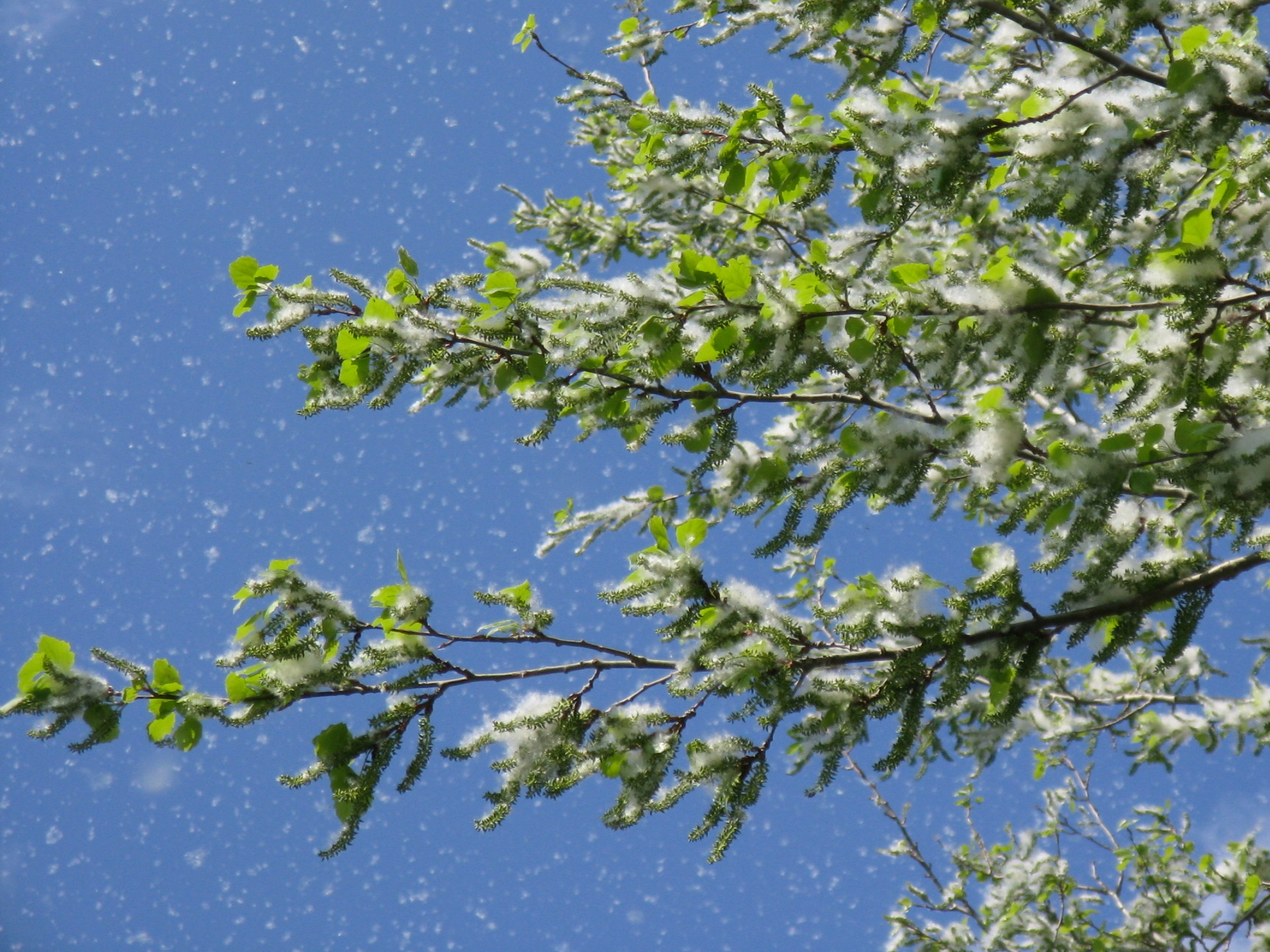
Az olasz nyárfa „szöszöl” április végén

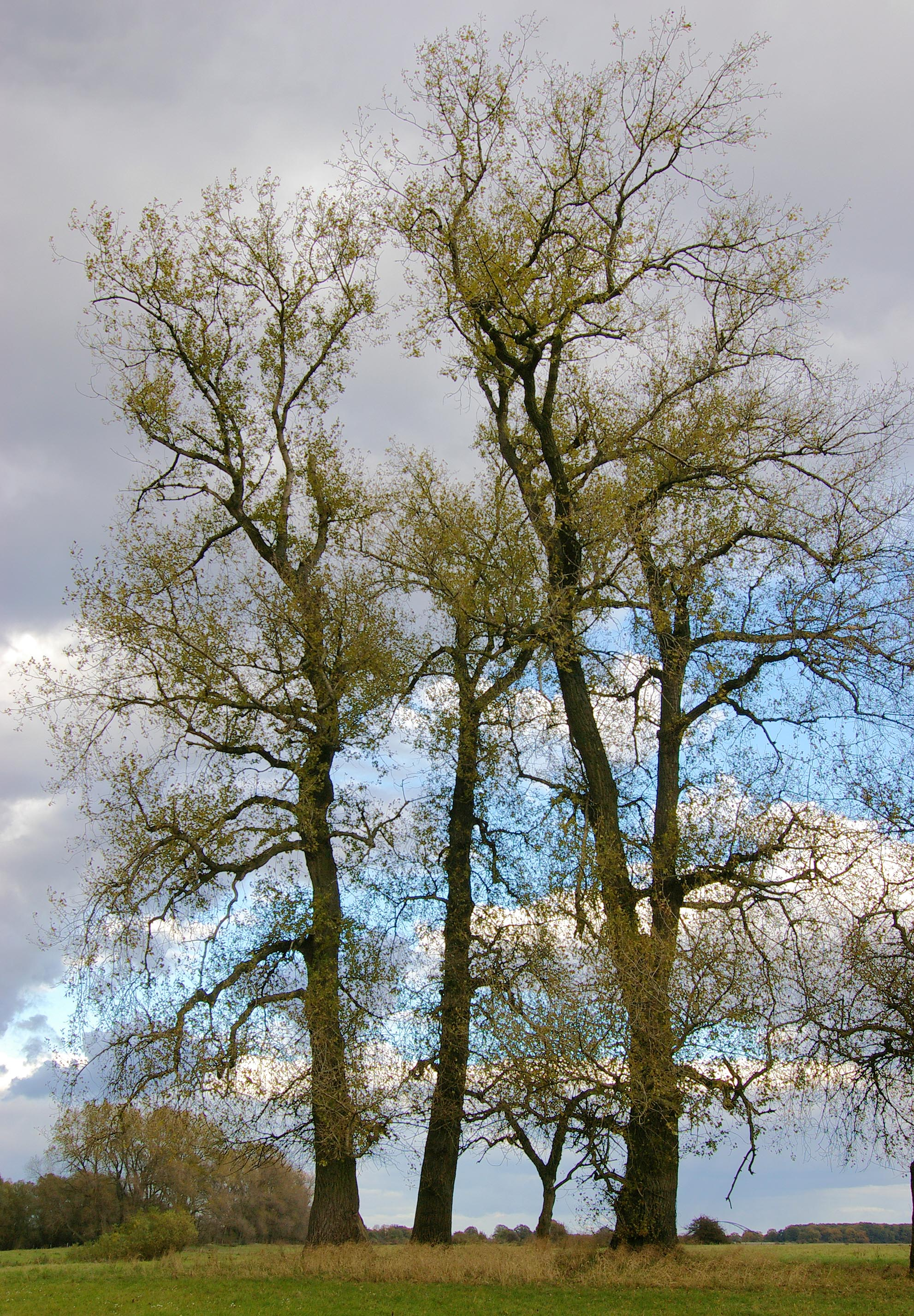
Populus nigra ősszel

A nyárfa (Populus) a Malpighiales rendjének és a fűzfafélék (Salicaceae) családjának egyik nemzetsége mintegy 99 fajjal és hibriddel.
A magyarországi „tiszta” és keverék nyárfafajok első monográfiáját Gombocz Endre állította össze 1908-ban, A Populus-nem monográfiája címen. A munka bővített kiadását húsz évvel később ugyanő adta közre.

## Származása, elterjedése
A nemzetségbe főképp a föld északi féltekéjén honos (holarktikus) fák tartoznak.

## Megjelenése, felépítése
15–50 méteresre is megnő, törzsének átmérője elérheti a 2,5 métert. A fiatal fák kérge sima, színe a fehértől zöldesig vagy sötétszürkéig bármilyen lehet. Néhány faj kérge öregkorára mélyen barázdálódik.
A levelek mérete még az egyes fákon is nagyon eltérő lehet: a kis levelek főként az oldalágakon, a nagyobbak az erősebb ágakon nőnek. Sok faj levelei ősszel sárgára vagy világos arany árnyalatúvá színeződnek. A levelek rombusz alakúak, a szélük karéjos vagy fogas, a nyelük hosszú.
Virágai a sallangos murvalevelek hónaljában ülnek, laza barkavirágzatban.

## Életmódja, élőhelye
Lombhullató. Gyorsan nő. A szikesedő homoktalajok és a folyóparti füzesek (Salicetea purpureae) jellemző fája. Virágait a szél porozza be.

## Felhasználása
Fája nem túl jó minőségű puhafa, amiből használati eszközöket, dobozokat, gyufát, papírt készítenek. Egyes nyárfafajokat homokos-szikes területeken erdőtelepítésre használnak talaj-előkészítőnek.

## Osztályozása

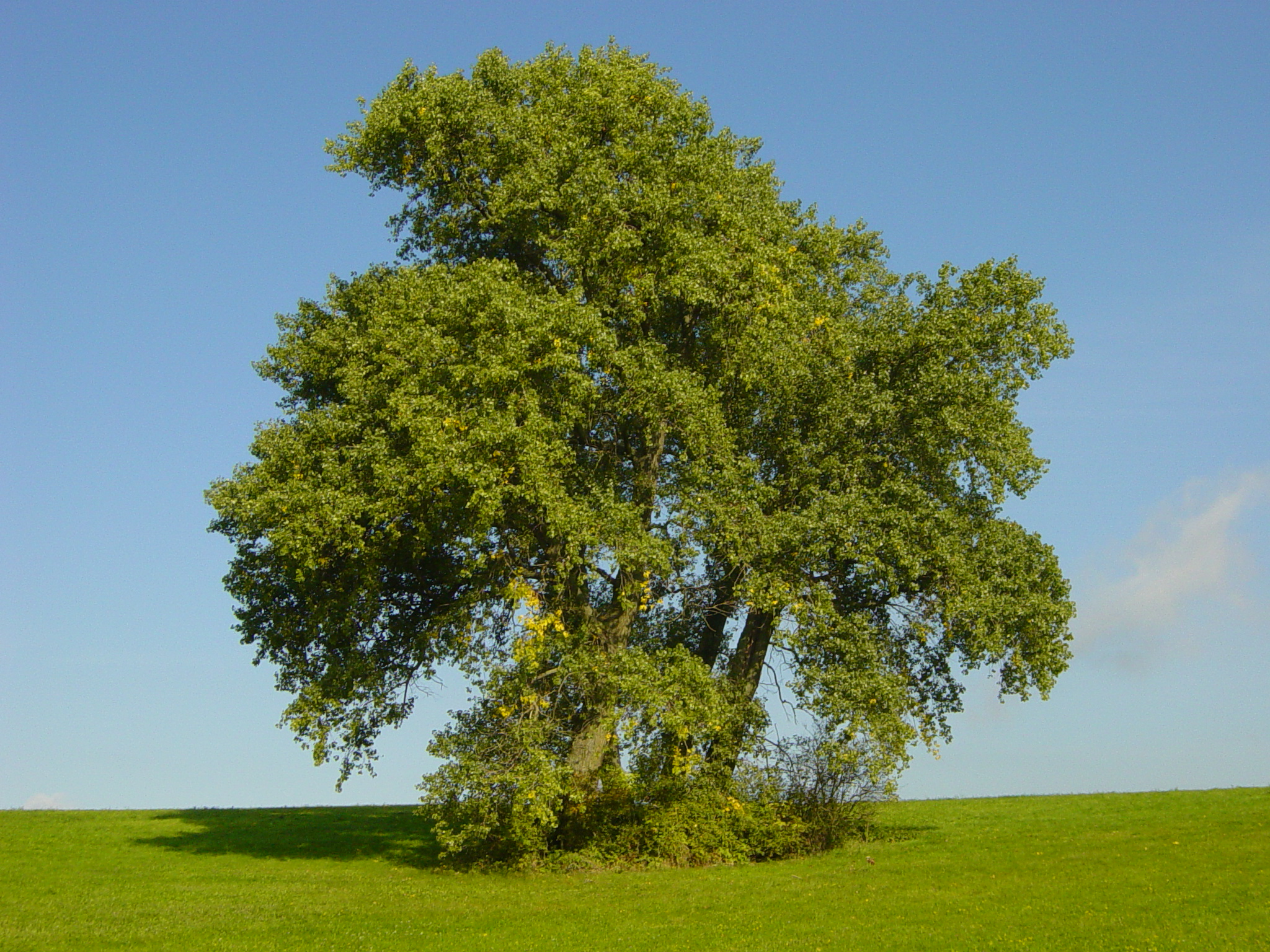
Mezei nyárfacsoport

A Populus nemzetséget hagyományosan hat szekcióra osztjuk a levelek és virágok jellemzői alapján. Az alábbi osztályozás ezt a felosztást követi. Az újabb genetikai vizsgálatok e felosztás helyességét nagyban alátámasztották. Kimutatták egyúttal azt is, hogy a fajok kapcsolatai valamelyest még összetettebbek, az egyes csoportok hibridizálódása és introgressziója miatt a nemzetség evolúciója hálózatos. Egyes fajok (lásd alább) nukleáris (apai úton öröklődő) DNS-ének és kloroplasztisz (anyai úton öröklődő) DNS-ének különbözősége tisztán e fajok hibrid eredetére utal. A nemzetségben a hibridizálódás jelenleg is gyakori; az egyes szekciókban sok hibrid faj ismert.
- Populus: Populus szekció – fehér nyárak. Sarkköri hűvös hőmérsékleteken és délebbre.
  - rezgő nyár (Populus tremula) – Európa, észak Ázsia. A nemzetség típusfaja.
  - Populus adenopoda – Kínai nyár. Kelet-Ázsia.
  - Populus alba – Fehér nyár. Dél-Európától Közép-Ázsiáig.
    - Populus × canescens (P. alba × P. tremula) – Szürke nyár

  - Populus grandidentata – Nagyfogú nyár. Északkelet-Amerika
  - Populus tremuloides – Rezgő nyár. Észak-Amerika.
- Populus: Aegiros szekció[3] – fekete nyárak. Észak-Amerika, Európa, Nyugat-Ázsia
  - Populus deltoides – Folyóparti nyár. Észak-Amerika keleti része.
  - Populus fremontii – Arizonai nyár. Észak-Amerika nyugati része.
  - Populus nigra – Fekete nyár. Európa. A nukleáris DNS-e alapján tartozik ide; a kloroplasztisz DNS-e a Populus szekcióba helyezi.
    - Populus × canadensis (P. nigra × P. deltoides) – Kanadai nyár (hibrid fekete nyár)

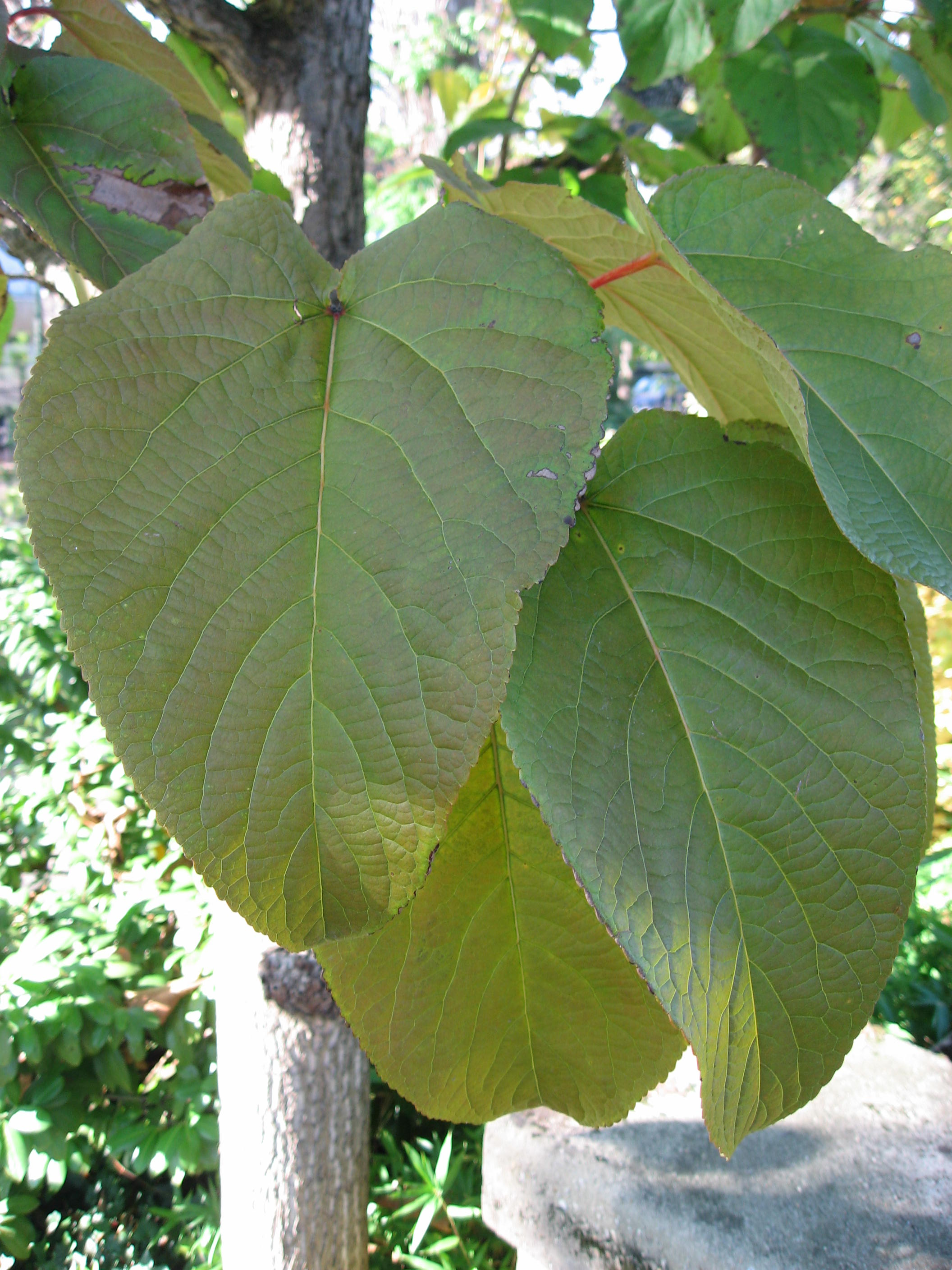
A Populus lasiocarpa levelei

- Populus: Tacamahaca szekció – balzsamos nyárak (balsam poplars). Észak-Amerika, Ázsia; hideg éghajlat
  - Populus angustifolia – Keskeny levelű nyár. Észak-Amerika középső része.
  - Populus balsamifera – Balzsamos nyár. Észak-Amerika északi része.ú
  - Populus cathayana – (Északkelet-Ázsia)
  - Populus koreana J.Rehnder – Koreai nyár (Északkelet-Ázsia)
  - Populus laurifolia – Babérlevelű nyár. Közép-Ázsia.
  - Populus simonii – Simon-nyár. Északkelet-Ázsia;
    - kínai jegenyenyár (Populus simonii ‘Fastigiata’).

  - Populus szechuanica Északkelet-Ázsia. A nukleáris DNS-e alapján tartozik ide; a kloroplasztisz DNS-e az Aegiros szekcióba helyezi.
  - Populus trichocarpa – Szőrös termésű nyár. Észak-Amerika nyugati része.
  - Populus yunnanensis Jünnani nyár (Kelet-Ázsia)
- Populus: Leucoides szekció – széles levelű nyárak (necklace poplars, bigleaf poplars). Észak-Amerika keleti része, Kelet-Ázsia; meleg éghajlat
  - Populus heterophylla – Mocsári gyapotfa. Észak-Amerika délkeleti része.
  - Populus lasiocarpa – Kínai széles levelű nyár. Kelet-Ázsia.
  - Populus wilsonii – Wilson-nyár. Kelet-Ázsia.
- Populus: Turanga szekció – szubtrópusi nyárak. Délnyugat-Ázsia, Kelet-Afrika; szubtrópusi éghajlattól trópusiig.
  - Populus euphratica – Eufrátesz-nyár. Délnyugat-Ázsia.
  - Populus ilicifolia – Tana-nyár. Kelet-Afrika.
- Populus: Abaso szekció – mexikói nyárak. Mexikó; szubtrópusitól trópusiig
  - Populus guzmanantlensis Mexikó.
  - Populus mexicana – Mexikói nyár. Mexikó.

A Science magazin 2006 szeptemberi számában jelentették be, hogy a szőrös termésű nyár (Populus trichocarpa) az első olyan fa, amelynek a teljes DNS-szekvenciáját felderítették.

## Kultiváció és használat

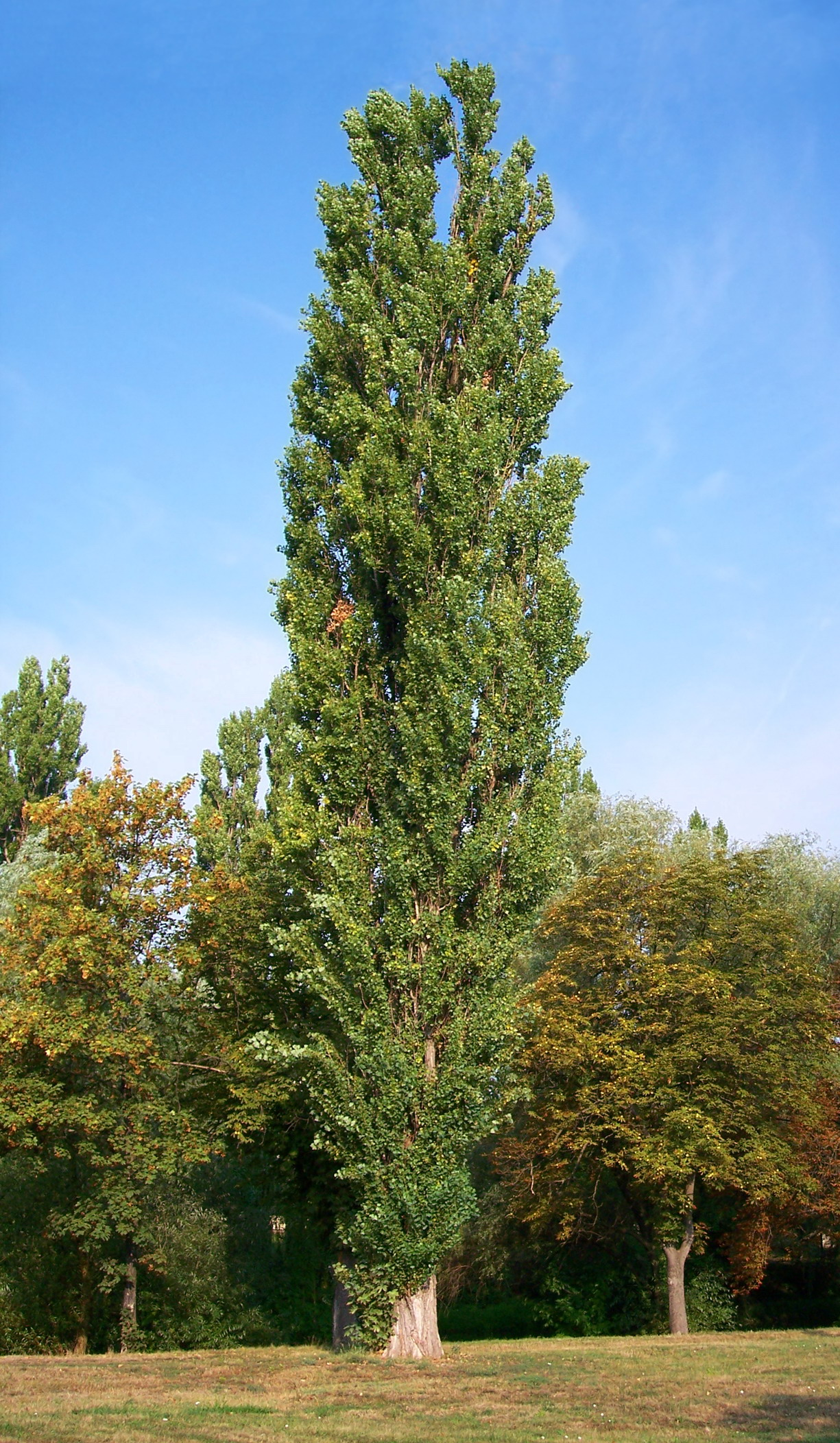
Jegenyenyár (a nyárfa kultúrnövény-változata) Magyarországon

## A nyárfa a művészetben
A nagy francia impresszionista festő, Claude Monet híres festmény-sorozatot készített nyárfákról.